# 布达齐
布達齊（？—1644年），博爾濟吉特氏，土謝圖汗奧巴之弟，翁果岱之子。清崇德元年（1636年）皇太極封布達齊為科爾沁右翼前旗扎薩克多羅扎薩克圖郡王，詔命世襲罔替。

## 歷任及事蹟
- 天命十一年（1626年），隨奧巴來朝，賜號扎薩克圖杜棱，兼賞賚甲冑、雕鞍、蟒幣。
- 天聰二年（1628年），上征察哈爾；奧巴私掠察哈爾邊境，遽還不遵，旨以兵會大軍，遣使詰責。
- 天聰三年（1629年）正月，奧巴入謝；同年四月布達齊亦至，上宥其罪。
- 天聰六年（1632年），赴昭烏達，會大軍征察哈爾。尋貝勒阿濟格略明大同宣府邊。
- 天聰七年（1633年）五月，遣子拜斯噶勒來朝；同年十二月以兄子巴達禮賜號土謝圖濟農，偕入謝。
- 天聰八年（1634年）正月，優賚遣歸；同年六月以所部台吉噶爾珠塞特，糾眾叛逃索倫旗，偕巴達禮等擒誅之。詔分轄所遣人戶；七月，從征明，入上方堡至大同，敗城外營，克堡一。
- 崇德元年（1636年），來朝；賚貂裘蟒服，封扎薩克多羅扎薩克圖郡王，詔世襲罔替。
- 崇德二年（1637年），偕巴圖魯郡王滿珠習禮等隨承政尼堪，由朝鮮進征瓦爾喀至吉木海，敗平壤巡撫，安州總兵及安邊道援兵。
- 崇德三年（1638年），從入明邊，由義州進圍中後所。
- 崇德五年（1640年），來朝，賚甲冑弓矢。
- 順治元年（1644年），卒。子拜斯噶勒襲。[1][2][3]